# Frontera Norte
Se denomina frontera norte a la frontera entre Centroamérica y México, esencialmente la frontera con Guatemala a donde se concentran numerosos migrantes de gran parte de los países centroamericanos con intenciones de cruzar a México. Se ha notado especialmente la presencia de gran número de indocumentados provenientes de
Guatemala, Honduras, El Salvador y Nicaragua.
Esta frontera entre Guatemala y México, se extiende por 965 km. 

## Cruces fronterizos
En el 2014, frontera entre México y Guatemala había 19 puntos oficiales de cruce y más de 370 puntos de cruce ilegales.